# Jean Nicolas Méaulle
Jean-Nicolas Méaulle (Saint-Aubin-du-Cormier, 16 maart 1757 - Gent, 17 oktober 1827) was een Frans politicus.

## Levensloop
Méaulle was uit Normandië afkomstig, zoon van de rijke landbouwer Jean Méaulle († 1785). Hij studeerde aan het Sint-Thomascollege in Rennes en na zijn universitaire studies vestigde hij zich als advocaat in Châteaubriant.
Bij het begin van de revolutiejaren werd hij verkozen tot commandant van de Nationale Wacht (1789), rechter en voorzitter van de rechtbank van Châteaubriant, administrateur van het departement Beneden-Loire en in september 1791 plaatsvervangend volksvertegenwoordiger in de Wetgevende Vergadering.
Begin september 1792 werd hij door het departement van de Beneden-Loire afgevaardigd naar de Convention nationale, waar hij zetelde bij de jakobijnen. Hij had tevens met succes voor de verkiezing geijverd van zijn vriend, de nog onbekende Joseph Fouché. Tijdens het proces tegen koning Lodewijk XVI stemde Méaulle onvoorwaardelijk voor de doodstraf.
Op 30 mei 1792 werd Méaulle secretaris van de Nationale Vergadering. Op 20 juni werd hij tot vertegenwoordiger benoemd bij het leger in het noorden, maar op 24 juni werd dit gewijzigd en werd hij met Fouché en twee anderen naar departementen van het centrum en het westen gestuurd om soldaten te ronselen voor de strijd tegen de opstandelingen van de Vendée.
In december 1793 werd hij, met Fouché, naar de Rhône- en Loirestreek gestuurd om er de revolutie te organiseren. In april 1794 werd hij naar Ainstreek gestuurd. In juli 1794 stuurde het Comité de Salut Public, waar hij deel van uitmaakte, hem naar de Drôme, Ardèche en Lozère.
Na de val van Robespierre keerde hij naar Parijs terug en werd er weer lid van het Comité de Salut Public. Hij had het niet makkelijk om zich te verdedigen tegen de beschuldigingen die door gematigden werden geuit.
In het jaar IV (1796) werd hij door zijn departement herkozen in de Conseil des Cinq-Cents. Het jaar daarop werd hij commissaris van de regering in het departement van de Maas. In 1798 werd hij verkozen tot rechter bij de rechtbank van Cassatie, waar hij bij herhaling kamervoorzitter werd. In 1800 werd hij commissaris bij het crimineel gerechtshof in Gent. Na 1804 werd hij keizerlijk procureur in Brussel. In 1808 werd hij tot empireridder gepromoveerd. In 1813 werd hij procureur-generaal bij het hof in het departement Monding-van-de-Elbe.
In 1814 verliet hij Hamburg en vestigde zich bij zijn vrouw in Gent tot aan de Honderd Dagen. Hij keerde toen naar Frankrijk terug, maar werd weldra verbannen als koningsmoordenaar. Hij ging opnieuw met zijn vrouw in Gent wonen, tot aan zijn dood.